# Twismecke
 Twismecke  ist ein Ortsteil der Stadt Schmallenberg in Nordrhein-Westfalen.

## Geografie

### Lage
Twismecke liegt rund zwei Kilometer nördlich von Dorlar. Hindurch fließt ein Bach, der südlich der Ortschaft in die Ilpe mündet. Nordnordwestlich erhebt sich der Lumberg (559,2 m) und nordnordöstlich die Bracht (542,2 m).

### Nachbarortschaften
Angrenzende Ortschaften sind Dorlar, Beisinghausen, Kirchilpe und Nierentrop.

## Geschichte
1844 erhielten Franz Beste und Wilhelm Nagel aus Nierentrop eine Bauerlaubnis für ihre Grundstücke in der „Zwischmecke“. Fünf Jahre später und um 1880 errichtete man zwei weitere Häuser. Im Jahr 1889 wohnten 41 Einwohner in sechs Häusern. Nachfolgend wurden noch weitere Gebäude errichtet. 
Bis zur kommunalen Neugliederung in Nordrhein-Westfalen gehörte Twismecke zur Gemeinde Dorlar. Seit dem 1. Januar 1975 ist der Ort ein Ortsteil der Stadt Schmallenberg.

## Religion
Die kleine Kapelle wurde im Jahre 1954 errichtet und am 15. August 1954 zu Ehren der Gottesmutter Maria geweiht.